# Невдаха та інші розповіді
«Невдаха та інші розповіді» (англ. The Under Dog and Other Stories) - збірка оповідань англійської письменниці Агати Крісті. Вперше опублікована у США видавництвом Dodd, Mead and Company у 1951 році.
В данній збірці розповідається про перші дні кар'єри Еркюля Пуаро. Всі розповіді були опубліковані в британських і американських журналах між 1923 і 1926 рр..

## Розповіді
- Невдаха (англ. The Under Dog)
- Експрес на Плімут (англ. The Plymouth Express)
- Пригода на Балу Перемоги (англ. The Affair at the Victory Ball)
- Таємниця Маркет-Бейзинга (англ. The Market Basing Mystery)
- Спадок Лемезюр'є (англ. The Lemesurier Inheritance)
- Корнуольська таємниця (англ. The Cornish Mystery)
- Король треф (англ. The King of Clubs)
- Креслення субмарини (англ. The Submarine Plans)
- Пригоди клепемської кухарки (англ. The Adventure of the Clapham Cook)